# Novos Titãs (revista em quadrinhos)
Novos Titãs foi uma publicação mensal de histórias em quadrinhos, originalmente publicadas pela editora estadunidense DC Comics, distribuídas no Brasil pela Editora Panini. Diferente das edições americanas, que são todas publicadas individualmente, é costume no Brasil lançar as séries nos chamados "mix", contendo quatro edições originais em cada edição nacional. Atualmente, Novos Titãs abriga as séries americanas Novos Titãs (Teen Titans), Renegados (Outsiders), Aves de Rapina (Birds of Prey) e Robin. Com exceção de Asa Noturna e o seu arco Ano Um, que se passou durante Jogos de Guerra, período em que Robin foi publicado em Batman, e para Novos Titãs Anual, a revista apresenta a mesma configuração no que diz respeito às séries publicadas. Anteriormente, foi publicado pela editora Abril e pela EBAL com o título Turma Titã.
Em Maio de 2010, a Panini resolveu cancelar o título no número 70.
Em Julho de 2011, a editora passa a lançar histórias dos Novos Titãs em edições especiais encadernadas  de 148 páginas chamada "Titãs" com periodicidade trimestral.
Em Novembro do mesmo é lançado outro título especial, a revista 'Novos Titãs" contendo histórias publicadas originalmente em Teen Titans #88 a 92 e Red Robin #20, essa edições marcam a últma fase do grupo antes do Relançamento da DC Comics. Em Junho de 2012, é lançado um novo título do "Novos Titãs & Superboy", baseadas nas primeiras edições de ambas as série americanas lançadas após o relançamento (agora chamado de Os Novos 52).

## Série da Editora Abril

### Os Novos Titãs (1986-1996)
| Edição nacional | História 1                                                                     | História 2                                                                     | História 3                                                         | História 4                                                                | Data de publicação |
| --------------- | ------------------------------------------------------------------------------ | ------------------------------------------------------------------------------ | ------------------------------------------------------------------ | ------------------------------------------------------------------------- | ------------------ |
| #001            | Tales of The New Teen Titans #01 (1982)                                        | Detective Comics #437 (1973)                                                   | DC Comics Presents #26 (1980)                                      | -----                                                                     | Abr/1986           |
| #002            | Tales of The New Teen Titans #02 (1982)                                        | The Brave And The Bold #100 (1972)                                             | The New Teen Titans #20 (1982)                                     | -----                                                                     | Mai/1986           |
| #003            | Tales of The New Teen Titans #03 (1982)                                        | Tales of The New Teen Titans #04 (1982)                                        | -----                                                              | -----                                                                     | Jun/1986           |
| #004            | The New Teen Titans #21 (1982)                                                 | Batman #227 (1970)                                                             | The Saga of Swamp Thing #21 (1983)                                 | -----                                                                     | Jul/1986           |
| #005            | The New Teen Titans #22 (1982)                                                 | Warlord #63 (1982)                                                             | The Saga of Swamp Thing #22 (1984)                                 | -----                                                                     | Ago/1986           |
| #006            | The New Teen Titans #23 (1982)                                                 | Warlord #64 (1982)                                                             | The Saga of Swamp Thing #23 (1984)                                 | -----                                                                     | Set/1986           |
| #007            | The New Teen Titans #24 (1982)                                                 | The Saga of Swamp Thing #24 (1984)                                             | -----                                                              | -----                                                                     | Out/1986           |
| #008            | The New Teen Titans #25 (1982)                                                 | The New Teen Titans Annual #01 (1982)                                          | -----                                                              | -----                                                                     | Nov/1986           |
| #009            | The New Teen Titans #26 (1982)                                                 | The New Teen Titans #27 (1982)                                                 | Warlord #65 (1982)                                                 | -----                                                                     | Dez/1986           |
| #010            | The New Teen Titans #28 (1982)                                                 | The New Teen Titans #29 (1982)                                                 | Warlord #67 (1982)                                                 | -----                                                                     | Jan/1987           |
| #011            | The New Teen Titans #30 (1982)                                                 | Warlord #68 (1982)                                                             | The New Teen Titans #31 (1982)                                     | -----                                                                     | Fev/1987           |
| #012            | Crisis On Infinite Earths #01 (1985)                                           | The New Teen Titans #32 (1982)                                                 | -----                                                              | -----                                                                     | Mar/1987           |
| #013            | The New Teen Titans #33 (1982)                                                 | The New Teen Titans #34 (1982)                                                 | Warlord #69 (1982)                                                 | -----                                                                     | Abr/1987           |
| #014            | The New Teen Titans Annual #02 (1983)                                          | Warlord #70 (1982)                                                             | -----                                                              | -----                                                                     | Mai/1987           |
| #015            | Crisis On Infinite Earths #10 (1985)                                           | The New Teen Titans #37 (1983)                                                 | -----                                                              | -----                                                                     | Jun/1987           |
| #016            | Batman And The Outsiders #05 (1983)                                            | The New Teen Titans #38 (1983)                                                 | -----                                                              | -----                                                                     | Jul/1987           |
| #017            | The New Teen Titans #39 (1983)                                                 | The New Teen Titans #40 (1983)                                                 | -----                                                              | -----                                                                     | Ago/1987           |
| #018            | Tales of The Teen Titans #41 (1984)                                            | Tales of The Teen Titans #42 (1984)                                            | -----                                                              | -----                                                                     | Set/1987           |
| #019            | Tales of The Teen Titans #43 (1984)                                            | Tales of The Teen Titans #44 (1984)                                            | Warlord #72 (1983)                                                 | -----                                                                     | Out/1987           |
| #020            | Tales of The Teen Titans Annual #03 (1984)                                     | Warlord #73 (1983)                                                             | Warlord #74 (1983)                                                 | -----                                                                     | Nov/1987           |
| #021            | Tales of The Teen Titans #45 / #46 / #47 (1984)                                | -----                                                                          | -----                                                              | -----                                                                     | Dez/1987           |
| #022            | Tales of The Teen Titans #50 (1984)                                            | The New Teen Titans #01 (1984) Tales of The Teen Titans #60 (1985)             | -----                                                              | -----                                                                     | Jan/1988           |
| #023            | The New Teen Titans #02 (1984) Tales of The Teen Titans #61 (1985)             | Warlord #76 (1983)                                                             | The New Teen Titans #13 (1985) Tales of The Teen Titans #72 (1986) | -----                                                                     | Fev/1988           |
| #024            | The New Teen Titans #03 (1984) Tales of The Teen Titans #62 (1985)             | Warlord #77 (1983)                                                             | Warlord #78 (1983)                                                 | The New Teen Titans #14 (1985) Tales of The Teen Titans #73 (1986)        | Mar/1988           |
| #025            | The New Teen Titans #04 (1984) Tales of The Teen Titans #63 (1985)             | Warlord #79 (1983)                                                             | Secret Origins #10 (1986)                                          | The New Teen Titans #15 (1985) Tales of The Teen Titans #74 (1986)        | Abr/1988           |
| #026            | The New Teen Titans #05 (1984) Tales of The Teen Titans #64 (1986)             | Secret Origins #10 (1986)                                                      | The New Teen Titans #16 (1985) Tales of The Teen Titans #75 (1987) | -----                                                                     | Mai/1988           |
| #027            | The New Teen Titans #17 / #18 (1986) Tales of The Teen Titans #76 / #77 (1987) | -----                                                                          | -----                                                              | -----                                                                     | Jun/1988           |
| #028            | The New Teen Titans #19 (1986) Tales of The Teen Titans #78 (1987)             | The New Teen Titans #20 (1986) Tales of The Teen Titans #79 (1987)             | Warlord #80 (1984)                                                 | -----                                                                     | Jul/1988           |
| #029            | The New Teen Titans #21 (1986) Tales of The Teen Titans #80 (1987)             | The New Teen Titans #22 (1986) Tales of The Teen Titans #81 (1987)             | Warlord #81 (1984)                                                 | -----                                                                     | Ago/1988           |
| #030            | The New Teen Titans #23 (1986) Tales of The Teen Titans #83 (1987)             | The New Teen Titans #24 (1986) Tales of The Teen Titans #84 (1987)             | Warlord #82 (1984)                                                 | -----                                                                     | Set/1988           |
| #031            | The New Teen Titans #25 (1986) Tales of The Teen Titans #85 (1988)             | The New Teen Titans #26 (1986) Tales of The Teen Titans #86 (1988)             | Warlord #83 (1984)                                                 | -----                                                                     | Out/1988           |
| #032            | The New Teen Titans #27 (1986) Tales of The Teen Titans #87 (1988)             | The New Teen Titans #28 / #29 (1987) Tales of The Teen Titans #88 / #89 (1988) | -----                                                              | -----                                                                     | Nov/1988           |
| #033            | The New Teen Titans #30 / #31 (1987) Tales of The Teen Titans #90 / #91 (1988) | The Flash #001 (1987)                                                          | -----                                                              | -----                                                                     | Dez/1988           |
| #034            | The New Teen Titans #34 (1987)                                                 | The New Teen Titans #35 (1987)                                                 | The Flash #02 (1987)                                               | -----                                                                     | Jan/1989           |
| #035            | The New Teen Titans #36 (1987)                                                 | The New Teen Titans #37 (1987)                                                 | The Flash #03 (1987)                                               | -----                                                                     | Fev/1989           |
| #036            | The New Teen Titans Annual #03 (1986)                                          | The Flash #04 (1987)                                                           | -----                                                              | -----                                                                     | Mar/1989           |
| #037            | The New Teen Titans #41 (1987)                                                 | The Flash Annual #01 (1987)                                                    | -----                                                              | -----                                                                     | Abr/1989           |
| #038            | The New Teen Titans #42 (1987)                                                 | The New Teen Titans #43 (1987)                                                 | The Flash #05 (1987)                                               | -----                                                                     | Mai/1989           |
| #039            | The New Teen Titans #39 (1987)                                                 | Captain Atom #07 (1987)                                                        | The Flash #06 (1987)                                               | -----                                                                     | Jun/1989           |
| #040            | The New Teen Titans #44 (1988)                                                 | Captain Atom #08 (1987)                                                        | The Flash #07 / #08 (1987)                                         | -----                                                                     | Jul/1989           |
| #041            | The New Teen Titans #40 (1987)                                                 | Captain Atom #10 (1987)                                                        | Blue Beetle #20 (1987)                                             | -----                                                                     | Ago/1989           |
| #042            | Infinity, Inc. #46 (1987)                                                      | Millennium #04 (1988)                                                          | Teen Titans Spotlight #18 (1987)                                   | -----                                                                     | Set/1989           |
| #043            | The New Titans #50 (1988)                                                      | Outsiders #28 (1987)                                                           | The Flash #09 (1987)                                               | -----                                                                     | Out/1989           |
| #044            | The New Titans #51 (1988)                                                      | The Flash #10 (1987)                                                           | Millennium #07 (1988)                                              | -----                                                                     | Nov/1989           |
| #045            | The New Titans #52 (1989)                                                      | The Flash #11 (1988)                                                           | Teen Titans Spotlight #19 (1988)                                   | -----                                                                     | Dez/1989           |
| #046            | The New Titans #53 (1989)                                                      | Firestorm The Nuclear Man #69 (1987)                                           | Manhunter #01 (1988)                                               | -----                                                                     | Jan/1990           |
| #047            | The New Titans #54 (1989)                                                      | Firestorm The Nuclear Man #72 (1988)                                           | Manhunter #02 (1988)                                               | -----                                                                     | Fev/1990           |
| #048            | The New Titans #55 (1989)                                                      | Firestorm The Nuclear Man #73 (1988)                                           | Manhunter #03 (1988)                                               | -----                                                                     | Mar/1990           |
| #049            | Teen Titans Spotlight #21 (1988)                                               | The New Titans #56 (1989)                                                      | Manhunter #04 (1988)                                               | -----                                                                     | Abr/1990           |
| #050            | Action Comics #613-#618 (1988)                                                 | The Flash #12 (1988)                                                           | -----                                                              | -----                                                                     | Mai/1990           |
| #051            | The New Titans #57 (1989)                                                      | Manhunter #05 (1988)                                                           | The Flash #13 (1988)                                               | -----                                                                     | Jun/1990           |
| #052            | The New Titans #58 (1989)                                                      | Manhunter #06 (1988)                                                           | The Flash #14 (1988)                                               | -----                                                                     | Jul/1990           |
| #053            | The New Titans #59 (1989)                                                      | Firestorm The Nuclear Man #74 (1988)                                           | Suicide Squad Annual #01 (1988)                                    | -----                                                                     | Ago/1990           |
| #054            | Batman #440 (1989)                                                             | Firestorm The Nuclear Man #75 (1988)                                           | The Flash #19 (1988)                                               | Manhunter #07 (1988)                                                      | Set/1990           |
| #055            | The New Titans #60 (1989)                                                      | Batman #441 (1989)                                                             | The Flash #20 (1988)                                               | -----                                                                     | Out/1990           |
| #056            | The New Titans #61 (1989)                                                      | The Flash #21 (1988)                                                           | Manhunter #08 (1988)                                               | -----                                                                     | Nov/1990           |
| #057            | Batman #442 (1989)                                                             | The Flash #22 (1989)                                                           | Manhunter #09 (1989)                                               | -----                                                                     | Dez/1990           |
| #058            | The New Titans #62 (1990)                                                      | The Flash #23 (1989)                                                           | Manhunter #10 (1989)                                               | -----                                                                     | Jan/1991           |
| #059            | The New Titans #63 (1990)                                                      | Manhunter #11 / #12 (1989)                                                     | The Flash #24 (1989)                                               | -----                                                                     | Fev/1991           |
| #060            | The New Titans #64 (1990)                                                      | Manhunter #11 (1989)                                                           | The Flash #25 (1989)                                               | The Flash #26 (1989)                                                      | Mar/1991           |
| #061            | The New Titans #65 (1990)                                                      | Manhunter #12 (1989)                                                           | The Flash #27 (1989)                                               | The Flash #28 (1989)                                                      | Abr/1991           |
| #062            | The New Titans Annual #05 (1989)                                               | Secret Origins # 36 (1986)                                                     | Manhunter #13 (1989)                                               | -----                                                                     | Mai/1991           |
| #063            | The New Titans #66 (1990)                                                      | Green Lantern Corps #222 (1988)                                                | Green Lantern Corps #223 (1988)                                    | -----                                                                     | Jun/1991           |
| #064            | The New Titans #67 (1990)                                                      | Manhunter #15 (1989)                                                           | Green Lantern Corps #224 (1988)                                    | -----                                                                     | Jul/1991           |
| #065            | The New Titans #68 (1990)                                                      | The Flash #29 (1989)                                                           | Action Comics #601-#604 (1988)                                     | -----                                                                     | Ago/1991           |
| #066            | The New Titans #69 (1990)                                                      | Action Comics #605-#606 (1988)                                                 | The Flash #30 (1989)                                               | Action Comics #626-#627 (1988)                                            | Set/1991           |
| #067            | The New Titans #70 (1990)                                                      | Green Lantern Special #01 (1988)                                               | Action Comics #628-#629 (1988)                                     | -----                                                                     | Out/1991           |
| #068            | Action Comics #630-#632 (1989)                                                 | Action Comics #633-#634 (1989)                                                 | The Flash #31 (1989)                                               | Manhunter #17 (1989)                                                      | Nov/1991           |
| #069            | The New Titans Annual #06 (1989)                                               | Flash Annual #03 (1987)                                                        | -----                                                              | -----                                                                     | Dez/1991           |
| #070            | Hawk & Dove #08 (1989)                                                         | Hawk & Dove #09 (1989)                                                         | Hawk & Dove #10 (1990)                                             | Tales of The Teen Titans #81 (1987) The New Teen Titans Annual #02 (1986) | Jan/1992           |
| #071            | Hawk & Dove #11 (1990)                                                         | Hawk & Dove #12 (1990)                                                         | Action Comics #621-#625 (1988)                                     | -----                                                                     | Fev/1992           |
| #072            | Action Comics #636-#640 (1988)                                                 | Green Lantern Special #02 (1988)                                               | -----                                                              | -----                                                                     | Mar/1992           |
| #073            | Teen Titans Spotlight #13 (1987)                                               | The Flash #32 (1989)                                                           | Action Comics #626-#629 (1988)                                     | -----                                                                     | Abr/1992           |
| #074            | Teen Titans Spotlight #03 (1986)                                               | Action Comics #630-#635 (1988)                                                 | -----                                                              | -----                                                                     | Mai/1992           |
| #075            | Teen Titans Spotlight #04 (1986)                                               | Action Comics #622 (1988)                                                      | The Flash #33 (1989)                                               | The Flash #34 (1990)                                                      | Jun/1992           |
| #076            | Teen Titans Spotlight #05 (1986)                                               | Teen Titans Spotlight #06 (1986)                                               | Action Comics #636 (1989)                                          | The Flash #35 (1990)                                                      | Jul/1992           |
| #077            | Wonder Woman #47 / #48 (1990)                                                  | Hawk & Dove #13 / #14 (1990)                                                   | -----                                                              | -----                                                                     | Ago/1992           |
| #078            | The New Titans #71 (1990)                                                      | Hawk & Dove #15 / #16 (1990)                                                   | -----                                                              | -----                                                                     | Set/1992           |
| #079            | The New Titans #72 (1990)                                                      | Hawk & Dove #17 (1990)                                                         | Green Lantern #04 (1990)                                           | -----                                                                     | Out/1992           |
| #080            | The New Titans #73 (1990)                                                      | The Flash #36 (1990)                                                           | Green Lantern #05 (1990)                                           | -----                                                                     | Nov/1992           |
| #081            | The New Titans #74 (1991)                                                      | Green Lantern #06 (1990)                                                       | The Flash #37 (1990)                                               | -----                                                                     | Dez/1992           |
| #082            | The New Titans #75 (1991)                                                      | The Flash #38 (1990)                                                           | Green Lantern #07 (1990)                                           | -----                                                                     | Jan/1993           |
| #083            | The New Titans #76 (1991)                                                      | Green Lantern #08 (1990)                                                       | The Flash #39 (1990)                                               | -----                                                                     | Fev/1993           |
| #084            | The New Titans #77 (1991)                                                      | Hawk & Dove #18 (1990)                                                         | Hawk & Dove #19 (1990)                                             | -----                                                                     | Mar/1993           |
| #085            | The New Titans #78 (1991)                                                      | Batman #465 (1991)                                                             | -----                                                              | -----                                                                     | Abr/1993           |
| #086            | The New Titans #79 (1991)                                                      | Green Lantern #09 (1991)                                                       | -----                                                              | -----                                                                     | Mai/1993           |
| #087            | The New Titans Annual #07 (1991)                                               | Green Lantern #10 (1991)                                                       | -----                                                              | -----                                                                     | Jun/1993           |
| #088            | The New Titans Annual #07 (1991)                                               | Green Lantern #11 (1991)                                                       | -----                                                              | -----                                                                     | Jul/1993           |
| #089            | The New Titans #80 (1991)                                                      | Green Lantern #12 (1991)                                                       | -----                                                              | -----                                                                     | Ago/1993           |
| #090            | The New Titans #82 / #83 (1992)                                                | -----                                                                          | -----                                                              | -----                                                                     | Set/1993           |
| #091            | The New Titans #84 (1992)                                                      | Detective Comics #634 (1991)                                                   | -----                                                              | -----                                                                     | Out/1993           |
| #092            | The New Titans #85 (1992)                                                      | The New Titans #86 (1992)                                                      | -----                                                              | -----                                                                     | Nov/1993           |
| #093            | The New Titans #87 (1992)                                                      | Deathstroke, The Terminator #10 (1992)                                         | -----                                                              | -----                                                                     | Dez/1993           |
| #094            | The New Titans #88 (1992)                                                      | Deathstroke, The Terminator #11 (1992)                                         | -----                                                              | -----                                                                     | Jan/1994           |
| #095            | The New Titans #89 (1992)                                                      | Deathstroke, The Terminator #12 (1992)                                         | -----                                                              | -----                                                                     | Fev/1994           |
| #096            | Deathstroke, The Terminator #13 (1992)                                         | Deathstroke, The Terminator #14 (1992)                                         | -----                                                              | -----                                                                     | Mar/1994           |
| #097            | Team Titans # 01 (1992) The New Titans #90 (1992)                              | -----                                                                          | -----                                                              | -----                                                                     | Abr/1994           |
| #098            | Deathstroke, The Terminator #15 (1992)                                         | The New Titans #91 (1992)                                                      | -----                                                              | -----                                                                     | Mai/1994           |
| #099            | Team Titans # 02 (1992)                                                        | Deathstroke, The Terminator #16 (1992)                                         | -----                                                              | -----                                                                     | Jun/1994           |
| #100            | Team Titans # 03 (1992) The New Titans #92 (1992)                              | Team Titans # 01 (1992)                                                        | The Brave And The Bold #54 (1964)                                  | -----                                                                     | Jul/1994           |
| #101            | Titans Sell-Out Special #01 (1992)                                             | -----                                                                          | -----                                                              | -----                                                                     | Ago/1994           |
| #102            | The New Titans #93 (1992)                                                      | Deathstroke, The Terminator #17 (1992)                                         | -----                                                              | -----                                                                     | Set/1994           |
| #103            | Team Titans # 04 / # 05 (1992)                                                 | Deathstroke, The Terminator #18 (1992)                                         | -----                                                              | -----                                                                     | Out/1994           |
| #104            | Team Titans # 06 (1992)                                                        | Deathstroke, The Terminator #19 / #20 (1992)                                   | -----                                                              | -----                                                                     | Nov/1994           |
| #105            | The New Titans #94 (1993)                                                      | The New Titans #95 (1993)                                                      | The New Titans #96 (1993)                                          | -----                                                                     | Dez/1994           |
| #106            | The New Titans #97 (1993)                                                      | The New Titans #98 (1993)                                                      | The New Titans #99(1993)                                           | -----                                                                     | Jan/1995           |
| #107            | Team Titans # 07 (1992)                                                        | Team Titans # 08 (1992)                                                        | Team Titans # 09 (1992)                                            | Team Titans # 10 (1992)                                                   | Fev/1995           |
| #108            | Team Titans # 11 / #12 (1993)                                                  | Deathstroke, The Terminator #21 (1993)                                         | -----                                                              | -----                                                                     | Mar/1995           |
| #109            | Team Titans # 13 / #14 (1993)                                                  | The Flash #80 (1993)                                                           | -----                                                              | -----                                                                     | Abr/1995           |
| #110            | The Flash #81 (1993)                                                           | The Flash #82 (1993)                                                           | Team Titans # 15 (1993)                                            | -----                                                                     | Mai/1995           |
| #111            | The Flash #83 (1993)                                                           | Team Titans # 16 (1994)                                                        | Showcase'93 #11 / #12 (1993)                                       | ------                                                                    | Jun/1995           |
| #112            | The New Titans #102 (1993)                                                     | The New Titans #103 (1993)                                                     | The New Titans #104 (1993)                                         | ------                                                                    | Jul/1995           |
| #113            | The New Titans #105 (1993)                                                     | The New Titans #106 (1994)                                                     | The New Titans #107 (1994)                                         | ------                                                                    | Ago/1995           |
| #114            | Team Titans # 17 (1994)                                                        | Team Titans # 18 (1994)                                                        | Darkstars #18 (1994)                                               | ------                                                                    | Set/1995           |
| #115            | Team Titans # 19 (1994)                                                        | Darkstars #19 (1994)                                                           | Darkstars #20 (1994)                                               | ------                                                                    | Out/1995           |
| #116            | Team Titans # 20 (1994)                                                        | Deathstroke, The Terminator #22 (1993)                                         | The Flash #73 (1993)                                               | ------                                                                    | Nov/1995           |
| #117            | The Flash #74 (1993)                                                           | The New Titans #108 / # 109 (1994)                                             | Deathstroke, The Terminator #23 (1993)                             | ------                                                                    | Dez/1995           |
| #118            | Team Titans # 21 (1994)                                                        | Darkstars #21 (1994)                                                           | The Flash #75 (1993)                                               | ------                                                                    | Jan/1996           |
| #119            | Darkstars #22 (1994)                                                           | Team Titans # 22 (1994)                                                        | The Flash #76 (1993)                                               | ------                                                                    | Fev/1996           |
| #120            | Darkstars #23 (1994)                                                           | The Flash #77 (1993)                                                           | The Flash #78 (1993)                                               | Team Titans # 23 (1994)                                                   | Mar/1996           |
| #121            | Damage #01 (1994)                                                              | The Flash #79 (1993)                                                           | -----                                                              | -----                                                                     | Abr/1996           |
| #122            | The New Titans #110 / # 111 (1994)                                             | Damage #02 (1994)                                                              | The Flash #91 (1994)                                               | -----                                                                     | Mai/1996           |
| #123            | The New Titans #111 / # 112 (1994)                                             | Damage #03 (1994)                                                              | The Flash #92 (1994)                                               | -----                                                                     | Jun/1996           |
| #124            | The New Titans #113 (1994)                                                     | Damage #04 (1994)                                                              | The Flash #93 (1994)                                               | -----                                                                     | Jul/1996           |
| #125            | Damage #05 (1994)                                                              | The Flash #94 (1994)                                                           | Team Titans # 24 (1994)                                            | -----                                                                     | Ago/1996           |
| #126            | The New Titans #114 (1994)                                                     | Damage #06 (1994)                                                              | Darkstars #24 (1994)                                               | -----                                                                     | Set/1996           |

## Série da Editora Panini

### Novos Titãs (2004-2010)
| Edição nacional | História 1                                              | História 2                                            | História 3                               | História 4                                              | Data de publicação |
| --------------- | ------------------------------------------------------- | ----------------------------------------------------- | ---------------------------------------- | ------------------------------------------------------- | ------------------ |
| #01             | Teen Titans & Outsiders – Secret Files and Origins 2003 | Teen Titans #01                                       | Outsiders #01                            | -----                                                   | 07/2004            |
| #02             | Teen Titans #02                                         | Outsiders #02                                         | Birds of Prey #56                        | Birds of Prey #57                                       | 08/2004            |
| #03             | Teen Titans #03                                         | Outsiders #03                                         | Outsiders #04                            | Birds of Prey #58                                       | 09/2004            |
| #04             | Teen Titans #04                                         | Outsiders #05                                         | Birds of Prey #59                        | BoP Secret Files #01/Teen Titans/Outsiders Secret Files | 10/2004            |
| #05             | Teen Titans #05                                         | Outsiders #06                                         | Birds of Prey #60                        | Birds of Prey #61                                       | 11/2004            |
| #06             | Teen Titans #06                                         | Outsiders #07                                         | Birds of Prey #62                        | Robin #121                                              | 12/2004            |
| #07             | Teen Titans #07                                         | Outsiders #08                                         | Birds of Prey #63                        | Robin #122                                              | 01/2005            |
| #08             | Teen Titans #08                                         | Outsiders #09                                         | Birds of Prey #64                        | Robin #123                                              | 02/2005            |
| #09             | Teen Titans #09                                         | Outsiders #10                                         | Birds of Prey #65                        | Robin #124                                              | 03/2005            |
| #10             | Teen Titans #10                                         | Outsiders #11                                         | Birds of Prey #66                        | Robin #125                                              | 04/2005            |
| #11             | Teen Titans #11                                         | Outsiders #12                                         | Birds of Prey #67                        | Robin #126                                              | 05/2005            |
| #12             | Teen Titans #12                                         | Outsiders #13                                         | Birds of Prey #68                        | Robin #127                                              | 06/2005            |
| #13             | Teen Titans #13                                         | Outsiders #14                                         | Birds of Prey #69                        | Robin #128                                              | 07/2005            |
| #14             | Teen Titans #14                                         | Outsiders #15                                         | Birds of Prey #70                        | Nightwing #101                                          | 08/2005            |
| #15             | Teen Titans #15                                         | Outsiders #16                                         | Birds of Prey #71                        | Nightwing #102                                          | 09/2005            |
| #16             | Teen Titans #16                                         | Outsiders #17                                         | Birds of Prey #72                        | Nightwing #103                                          | 10/2005            |
| #17             | Teen Titans/The Legion Special                          | Outsiders #18                                         | Birds of Prey #73                        | Birds of Prey #75 II                                    | 11/2005            |
| #18             | Teen Titans #17                                         | Outsiders #19                                         | Birds of Prey #74                        | Nightwing #104                                          | 12/2005            |
| #19             | Teen Titans #18                                         | Outsiders #20                                         | Birds of Prey #75                        | Nightwing #105                                          | 01/2006            |
| #20             | Teen Titans #19                                         | Birds of Prey #76                                     | Birds of Prey #77                        | Nightwing #106                                          | 02/2006            |
| #21             | Teen Titans #20                                         | Birds of Prey #78                                     | Birds of Prey #79                        | Outsiders #21                                           | 03/2006            |
| #22             | Teen Titans #21                                         | Teen Titans #22                                       | Birds of Prey #80                        | Outsiders #22                                           | 04/2006            |
| #23             | Teen Titans #23                                         | Outsiders #23                                         | Robin #135                               | Robin #134                                              | 05/2006            |
| #24             | Teen Titans #24                                         | Outsiders #24                                         | Birds of Prey #81                        | Robin #136                                              | 06/2006            |
| #25             | Teen Titans #25                                         | Outsiders #25                                         | Birds of Prey #82                        | Robin #137                                              | 07/2006            |
| #26             | Teen Titans #26                                         | Birds of Prey #83                                     | Robin #138                               | Robin #139                                              | 08/2006            |
| #27             | Teen Titans & Outsiders – Secret Files and Origins 2005 | Birds of Prey #84                                     | Robin #140                               | -----                                                   | 09/2006            |
| #28             | Teen Titans #27                                         | Outsiders #28                                         | Birds of Prey #85                        | Robin #141                                              | 10/2006            |
| #29             | Teen Titans #28                                         | Birds of Prey #86                                     | Robin #142                               | Robin #143                                              | 11/2006            |
| #30             | Teen Titans #29                                         | Outsiders #29                                         | Birds of Prey #87                        | Robin #144                                              | 12/2006            |
| #31             | Teen Titans #30                                         | Outsiders #30                                         | Robin 145                                | Birds of Prey #88                                       | 01/2007            |
| #32             | Teen Titans #31                                         | Outsiders #31                                         | Robin #146                               | Birds of Prey #89                                       | 02/2007            |
| #33             | Teen Titans #32                                         | Outsiders #32                                         | Robin #147                               | Birds of Prey #90                                       | 03/2007            |
| #34             | Teen Titans #33                                         | Outsiders #33                                         | Teen Titans Annual #01                   | Birds of Prey #91                                       | 04/2007            |
| #35             | Teen Titans #34                                         | Outsiders #34                                         | Robin #148                               | Birds of Prey #92                                       | 05/2007            |
| #36             | Teen Titans #35                                         | Outsiders #35                                         | Robin #149                               | Birds of Prey #93                                       | 06/2007            |
| #37             | Teen Titans #36                                         | Outsiders #36                                         | Robin #150                               | Birds of Prey #94                                       | 07/2007            |
| #38             | Teen Titans #37                                         | Outsiders #37                                         | Robin #151                               | Birds of Prey #95                                       | 08/2007            |
| #39             | Teen Titans #38                                         | Outsiders #38                                         | Robin #152                               | Birds of Prey #96                                       | 09/2007            |
| #40             | Teen Titans #39                                         | Outsiders #39                                         | Robin #153                               | Birds of Prey #97                                       | 10/2007            |
| #41             | Teen Titans #40                                         | Outsiders #40                                         | Robin #154                               | Birds of Prey #98                                       | 11/2007            |
| #42             | Teen Titans #41                                         | Outsiders #41                                         | Robin #155                               | Birds of Prey #99                                       | 12/2007            |
| #43             | Teen Titans #42                                         | Outsiders #42                                         | Robin #156                               | Birds of Prey #100                                      | 01/2008            |
| #44             | Teen Titans #43                                         | Outsiders #43                                         | Robin #157                               | Birds of Prey #101                                      | 02/2008            |
| #45             | Teen Titans #44                                         | Robin #158                                            | Outsiders #44                            | Birds of Prey #102                                      | 03/2008            |
| #46             | Teen Titans #45                                         | Robin #159                                            | Outsiders #45                            | Birds of Prey #103                                      | 04/2008            |
| #47             | Teen Titans #46                                         | Robin #160                                            | Outsiders #46                            | Birds of Prey #104                                      | 05/2008            |
| #48             | Outsiders #47                                           | Birds of Prey #105                                    | Birds of Prey #106                       | Robin #161                                              | 06/2008            |
| #49             | Teen Titans #47                                         | Robin #162                                            | Birds of Prey #107                       | Outsiders #48                                           | 07/2008            |
| #50             | Teen Titans #48                                         | Teen Titans #49                                       | Birds of Prey #108                       | Outsiders #49                                           | 08/2008            |
| #51             | Teen Titans #50                                         | Five of a Kid: Nightwing and Captain Boomerang Jr. #1 | Five of a Kid: Katana and Shazam #1      | Robin #163                                              | 09/2008            |
| #52             | Teen Titans #51                                         | Five of a Kid: Thunder and Martian Manhunter #1       | Five of a Kid: Metamorpho and Aquaman #1 | Robin #164                                              | 10/2008            |
| #53             | Teen Titans #52                                         | Five of a Kid: Wonder Woman and Grace #1              | Outsiders #50                            | Robin #165                                              | 11/2008            |
| #54             | Batman and the Outsiders vol.2 #1                       | Robin #166                                            | Robin #167                               | Teen Titans #53                                         | 12/2008            |
| #55             | Teen Titans #54                                         | Batman and the Outsiders vol.2 #2                     | Batman and the Outsiders vol.2 #3        | Teen Titans: Year One #1                                | 01/2009            |
| #56             | Teen Titans #55                                         | Teen Titans: Year One #2                              | Robin #170                               | Batman and the Outsiders vol.2 #4                       | 02/2009            |
| #57             | Teen Titans #56                                         | Teen Titans: Year One #3                              | Robin #171                               | Batman and the Outsiders vol.2 #5                       | 03/2009            |
| #58             | Batman and the Outsiders vol.2 #6                       | Teen Titans: Year One #4                              | Robin 172#                               | Teen Titans #57                                         | 04/2009            |
| #59             | Titans East Special #1                                  | Titans vol.2 #1                                       | Robin #173                               | Teen Titans Year One #5                                 | 05/2009            |
| #60             | Titans vol.2 #1                                         | Robin #174                                            | Teen Titans Year One #6                  | Teen Titans #58                                         | 06/2009            |
| #61             | Titans vol.2 #2                                         | Robin #175                                            | Batman and the Outsiders vol.2 #7        | Teen Titans #59                                         | 07/2009            |
| #62             | Titans vol.2 #3                                         | Robin #176                                            | Batman and the Outsiders vol.2 #8        | Teen Titans #60                                         | 08/2009            |
| #63             | Titans vol.2 #4                                         | Robin #177                                            | Batman and the Outsiders vol.2 #9        | Teen Titans #61                                         | 10/2009            |
| #64             | Teen Titans #62                                         | Robin #178                                            | Batman and the Outsiders vol.2 #10       | Titans vol.2 #5                                         | 11/2009            |
| #65             | Teen Titans #63                                         | Batman and the Outsiders vol.2 #11                    | Robin #178                               | Titans vol.2 #6                                         | 11/2009            |
| #66             | Teen Titans #64                                         | Robin #179                                            | Batman and the Outsiders vol.2 #12       | Titans vol.2 #7                                         | 01/2010            |
| #67             | Teen Titans #65                                         | Robin #180                                            | Robin #181                               | Titans vol.2 #8                                         | 02/2010            |
| #68             | Teen Titans #66                                         | Robin #182                                            | Batman and the Outsiders vol.2 #13       | Titans vol.2 #9                                         | 03/2010            |
| #69             | Titans vol.2 #10                                        | Robin #183                                            | Batman and the Outsiders vol.2 #14       | Teen Titans #67                                         | 04/2010            |
| #70             | Teen Titans #68                                         | Teen Titans #69                                       | Batman and the Outsiders Special #1      | Titans vol.2 #11                                        | 05/2010            |